# Минданайска операция
 Тази статия е за сухопътното сражение.  За морската битка вижте Битка в залива Лейте.  
Минданайската операция е военна операция, продължила от 10 март до 15 август 1945 година на остров Минданао, по време Филипинската операция на Втората световна война.
Войски на Съединените щати дебаркират на острова, опитвайки се да изтласкат над 100-хилядната японска армия, като и двете страни са подпомагани от местни партизани. Боевете продължават с месеци, като планинския и горист терен позволява на японците да удържат дълго множество укрепени позиции, разпръснати по целия остров. Бойните действия продължават до капитулацията на Япония.